# Ray Rivera
Ray Rivera (* 1929 in New York City) ist ein US-amerikanischer Jazzmusiker (zunächst Bass, dann Gitarre) und Singer-Songwriter, der im Bereich von Soul-Jazz, Latin Jazz, Ska, Pop und Easy Listening arbeitete.

## Leben und Wirken
Rivera wuchs in einem Waisenhaus auf Long Island und bei Pflegeeltern in der Bronx auf; mit 14 Jahren begann er – genesen von einer Lungenentzündung – Gedichte zu schreiben und als Sänger in der New Yorker Jazzszene aufzutreten, bis ihn Ende der 1940er Jahre der Klarinettist Frank Gator als Vokalist in seine Band holte und ihn daneben Bass spielen ließ. In den 1950er Jahren trat er im Restaurant Matty’s Town Crest auf. Sein Plattendebüt hatte er mit einer Session für Webb Records; es folgten Aufnahmen mit Hank Jones und Toots Thielemans sowie Auftritte mit Babs Gonzales. Ende der 1950er Jahre trat er beim TV-Sender WPIX in der Fernsehshow The Spotlight of Values auf, um dann für MGM Records (The Salt Mines) und Decca Records (Ho-Dee-Ing-Dong) aufzunehmen. In dieser Zeit wurde er Mitglied der American Society of Composers, Authors and Publishers (ASCAP). 1963 wechselte Rivera vom Bass zur Gitarre, nachdem er Kenny Burrell getroffen hatte, um ihm einen Song vorzustellen.
Rivera nahm im Laufe seiner Karriere über ein Dutzend Alben auf, jedoch mit meist geringem kommerziellen Erfolg; die Aufnahmen waren zumeist für kleine Label wie Cadillac Records und Charlie Parker Records. Auf seinem erfolgreichsten Album The Now Sound of the Ray Rivera Orchestra, das 1971 bei MGM erschien, spielte er mit dem Gitarristen Eumir Deodato und dem Perkussionisten Pucho. Sein von der Kritik meist beachtetes Album war Let Me Hear Some Jazz, das 1980 bei Insight Records erschien; es wurde für einen Grammy Award nominiert.
Bekannt wurde er vor allem als Songwriter. Mitte der 1960er Jahre schrieb er Kompositionen für Musiker im Spektrum von Jazz, Latin, Salsa, Country, Blues und Rockmusik. In dieser Zeit arbeitete er mit Claus Ogerman zusammen, der mit Frank Sinatra aufnahm. Mit Ogerman entstanden die Songs Bend Me, Shape Me, L’amour est bleu (Love Is Blue) und für RCA Victor die Ska-Nummer Do the Blue Beat (The Jamaican Ska) (1964).
Seinen Song You’ve Been Talkin’ Bout Me Baby nahm 1965 Ramsey Lewis auf seinem Erfolgsalbum The In Crowd auf; 1968 spielte ihn Janis Joplin mit der Band Big Brother and the Holding Company für das Album Cheap Thrills ein. Ein weiterer Hit Riveras war Cuchi Frito Man, der auf Cal Tjaders Album Soul Burst enthalten ist. Seine Songs wurden außerdem von Hank Jones (Night Flight to Puerto Rico), Billy Taylor, Joe Williams, Pucho & the Latin Soul Brothers, Gale Garnett, Donald Byrd und Enzo Stuarti aufgenommen. Mit dem veränderten Publikumsgeschmack mit dem Aufkommen der Folk- und Rockmusik ließ der Erfolg nach.
Anfang 2007 hatte Rivera einen Gastauftritt mit Wynton Marsalis im House of Tribes Community Theatre. 2008 veröffentlichte er seine Autobiographie Ray’s Tune: Music Is My Thing. In dem Spielfilm Cotton Club von Francis Ford Coppola (1984) wirkte Rivera als Gitarrist im Cab-Calloway-Orchestra mit. Er lebt im südlichen Brooklyn.

## Diskographische Hinweise
- Ain’t That Good News (Merry-Go-Round Records, 1963)[6]
- Light ’n’ Easy (Rivelli Records, 1964)[7]
- The Now Sound of the Ray Rivera Orchestra (MGM Records, 1971)
- From Puerto Rico to Soulsville (Zanzee Records, 1972) mit Eumir Deodato[8]
- Latin Workout (Mercury Records, arrangiert von Claus Ogerman)
- Night Wind (VSOP, 1990) mit Billy Taylor
- A Touch of Latin (Hindsight Records, 2005)
- Rare Masters of Ray Rivera (Meltdown Records, ed. 2011)